# Fiat 242
Le Fiat 242 était un véhicule utilitaire de grandes dimensions fabriqué par la division véhicules commerciaux du constructeur italien Fiat entre 1974 et 1987 en Italie et commercialisé sous les noms Fiat 242 et Citroën C35. Après l'arrêt de production par Fiat en Italie, Citroën négocia avec Fiat le rachat des droits et l’outillage de production pour faire assembler le C35 en France par Chausson jusqu'en 1991 qui sera commercialisé sous les noms Citroën C32 et C35.

## Histoire
À la fin des années 1960, la gamme utilitaires du géant turinois Fiat Véhicules Commerciaux qui détient plus de 80% du marché italien, est complète. Elle comprend des petits utilitaires comme le 850T, des moyens/gros comme le 238 et d’autres de grande taille comme le 241 et le constructeur dispose d'un programme de renouvellement régulier de sa gamme. Citroën, de son côté, devait repenser urgemment son offre utilitaire, le Type H, datant de 1948, accuse le poids des années et ne peut plus faire face à une concurrence de plus en plus redoutable. Mais le constructeur aux chevrons, dont son propriétaire Michelin veut se débarrasser, ne dispose pas des finances suffisantes pour se permettre de développer seul un nouvel utilitaire, trop endetté par le gouffre financier du moteur Birotor. Michelin avait déjà engagé les premières négociations avec Fiat pour lui céder Citroën via la holding PARDEVI.
Les constructeurs Fiat et Citroën, toujours concurrents, sont devenus assez proches. Plusieurs accords comemrciaux et techniques sont signés, Citroën devait notamment distribuer les automobiles Autobianchi dans son réseau. Les accords prévoient également le développement commun d'un véhicule utilitaire de fort tonnage de nouvelle génération. Le véhicule devant être fabriqué en Italie, Citroën devait développer la partie mécanique et Fiat la partie carrosserie. Dans les faits, c’est finalement Citroën qui participe à l'étude de la partie carrosserie, avec un détachement de dessinateurs de chez Lancia. Côté mécanique, Fiat et Citroën décident finalement d’utiliser chacun leurs propres blocs moteurs. Le Fiat 242 est doté de 2 moteurs essence italiens, un 4 cylindres de 1,6 litres développant 63 Ch DIN et un 2,0 litres de 69 Ch. En 1975, Fiat décide d'enrichir la gamme 242 avec une version diesel et, stratégiquement, monte le moteur 2,2 litres de la Citroën CX, qui équipera le 242 et le C35 alors que Fiat disposait d'un moteur équivalent dans son immense gamme de moteurs.
C'est le fruit de la première collaboration technique entre Fiat et Citroën dans le domaine des véhicules utilitaires. Cette coopération était le précurseur des futurs accords de coopération entre les deux groupes qui donneront naissance à la société Sevel qui produit, en Italie depuis 1981, les Fiat Ducato, Citroën C25 puis Jumper et Peugeot J5 puis Boxer et, en France depuis 1994, les monospaces Fiat Ulysse, Lancia Zeta puis Phedra, Citroën Evasion puis C8, Peugeot 806 puis 807.
Ces véhicules Fiat 242 et Citroën C35, produits dans les usines Fiat Materfer de Turin, ont connu un très gros succès commercial grâce à leurs caractéristiques techniques qui leur valurent la réputation d'un véhicule très robuste et fiable malgré les quelques problèmes de rouille précoce des parties de carrosserie les plus exposées, comme bon nombre d'autres produits automobiles de cette génération. Pour des raisons de clauses de non-concurrence, le Fiat 242 ne sera jamais commercialisé en France tout comme le C35 ne le sera pas en Italie.
De nombreuses variantes de carrosserie furent proposées : fourgon plein, bâché, mini-bus, ramassage scolaire, camping-car et ambulance. En Italie, une version minibus scolaire, secteur très réglementé, avec un empattement long, réalisée par la Carrozzeria Coriasco, a été largement diffusée.
Durant les années où il fut commercialisé en Italie et en Europe, le Citroën C35 étant diffusé quasi exclusivement sur le marché français, le Fiat 242 domina le marché européen comme l'avait fait le Fiat 238 ou le Ford Transit dans leur créneau.
Sa fabrication s'arrêta en 1987 en Italie, où il est remplacé par le Fiat Ducato dans la gamme 3,0/3,5 tonnes et par le Fiat Daily dans la gamme 3,5 / 5,0 tonnes. Citroën négocia avec Fiat le rachat des droits et de l’outillage de production pour faire assembler le C35 en France par Chausson qui sera commercialisé sous les noms Citroën C32 et Citroën C35 jusqu'en 1991.
Son successeur, sur le marché français, fut le Citroën C25 et le Peugeot J5 qui ne sont que les clones du Fiat Ducato, tous trois fabriqués par Fiat en Italie dans l'usine Sevel Sud, mais seuls les modèles portant les marques françaises seront commercialisés en France jusqu'en 1982.
Ce n'est qu'à partir de la seconde génération de ces véhicules que les frontières françaises ont dû s'ouvrir pour laisser entrer en France le Fiat Ducato qui a connu un vrai succès, devenant le véhicule le plus vendu sur le marché français.